# Skład Biura Politycznego KC RKP(b) i WKP(b) 1919–1952
Skład Biura Politycznego Komitetu Centralnego partii RKP(b) i WKP(b) w latach 1919–1952 – lista członków oficjalnego kierownictwa komunistycznej partii politycznej Rosji i ZSRR, którzy z racji pełnionego stanowiska stanowili faktyczną władzę Rosyjskiej Federacyjnej Socjalistycznej Republiki Radzieckiej i Związku Socjalistycznych Republik Radzieckich, w okresie przed zmianą nazwy partii komunistycznej na  Komunistyczna Partia Związku Radzieckiego (na XIX zjeździe WKP(b) w 1952).

## Biuro Polityczne KC RKP(b) wybrane na plenum KC 25 marca 1919
- Członkowie: Lew Kamieniew, Nikołaj Krestinski, Włodzimierz Lenin, Józef Stalin, Lew Trocki,
- Zastępcy członków (kandydaci na członków): Nikołaj Bucharin, Grigorij Zinowjew, Michaił Kalinin.

3 kwietnia 1919 wybrana na członka Politbiura Jelena Stasowa (w dniach 21-26 września 1919 została zwolniona).

## Biuro Polityczne KC RKP(b) wybrane na plenum KC 5 kwietnia 1920 (po IX zjeździe RKP(b))
- Członkowie: Lew Kamieniew, Nikołaj Krestinski, Włodzimierz Lenin, Józef Stalin, Lew Trocki,
- Zastępcy członków: Grigorij Zinowjew, Nikołaj Bucharin, Michaił Kalinin.

## Biuro Polityczne KC RKP(b) wybrane na plenum KC 16 marca 1921 (po X zjeździe RKP(b))
- Członkowie: Grigorij Zinowjew, Lew Kamieniew, Włodzimierz Lenin, Józef Stalin, Lew Trocki,
- Zastępcy członków: Nikołaj Bucharin, Michaił Kalinin, Wiaczesław Mołotow.

## Biuro Polityczne KC RKP(b) wybrane na plenum KC  3 kwietnia 1922 (po XI zjeździe RKP(b))
- Członkowie: Grigorij Zinowjew, Lew Kamieniew, Włodzimierz Lenin, Aleksiej Rykow, Józef Stalin, Michaił Tomski, Lew Trocki,
- Zastępcy członków:  Nikołaj Bucharin, Michaił Kalinin, Wiaczesław Mołotow.

## Biuro Polityczne  KC RKP(b) wybrane na plenum KC 26 kwietnia 1923 (po XII zjeździe RKP(b))
- Członkowie: Grigorij Zinowjew, Lew Kamieniew, Włodzimierz Lenin (zm. 21 stycznia 1924), Aleksiej Rykow, Józef Stalin, Michaił Tomski, Lew Trocki.
- Zastępcy członków: Nikołaj Bucharin, Michaił Kalinin, Wiaczesław Mołotow, Jan Rudzutak

## Biuro Polityczne KC RKP(b) wybrane na plenum KC 2 czerwca 1924 (po XIII zjeździe RKP(b))
- Członkowie: Nikołaj Bucharin, Grigorij Zinowjew, Lew Kamieniew, Aleksiej Rykow, Józef Stalin, Michaił Tomski, Lew Trocki.
- Zastępcy członków: Feliks Dzierżyński, Michaił Kalinin, Wiaczesław Mołotow, Jan Rudzutak, Grigorij Sokolnikow, Michaił Frunze (zm. 31 października 1925).

## Biuro Polityczne KC WKP(b) wybrane na plenum KC 1 stycznia 1926 (po XIV zjeździe RKP (b))
- Członkowie: Nikołaj Bucharin, Klimient Woroszyłow, Grigorij Zinowjew (zwolniony 23 lipca 1926), Michaił Kalinin, Wiaczesław Mołotow, Aleksiej Rykow, Józef Stalin, Michaił Tomski, Lew Trocki (zwolniony 23 października 1926).
- Zastępcy członków: Feliks Dzierżyński (zm. 20 lipca 1926), Lew Kamieniew (zwolniony 23 października 1926), Hryhorij Petrowski, Jan Rudzutak (wybrany na członka Politbiura 23 lipca 1926), Nikołaj Ugłanow.

Na plenum KC 23 lipca 1926 na członka Politbiura został wybrany Jan Rudzutak.  Na zastępców członków wybrani zostali: Andriej Andriejew, Łazar Kaganowicz, Siergiej Kirow, Anastas Mikojan, Sergo Ordżonikidze (zwolniony z Politbiura 3 listopada 1926)
Na plenum KC 3 listopada 1926  na zastępcę członka został wybrany Włas Czubar.

## Biuro Polityczne KC WKP(b) wybrane na plenum KC 19 grudnia 1927 (XV zjazd WKP(b))
- Członkowie: Nikołaj Bucharin (zwolniony z Politbiura 17 listopada 1929), Klimient Woroszyłow, Michaił Kalinin, Wiaczesław Mołotow, Jan Rudzutak, Aleksiej Rykow, Józef Stalin, Michaił Tomski.
- Zastępcy członków: Andriej Andriejew, Łazar Kaganowicz, Siergiej Kirow, Stanisław Kosior,  Anastas Mikojan, Grigorij Pietrowski, Nikołaj Ugłanow (zwolniony 29 kwietnia 1929), Włas Czubar.

Na plenum KC 29 kwietnia 1929 na zastępcę członka Politbiura został wybrany Karl Bauman.
Na plenum KC 21 czerwca 1929 na zastępcę członka Politbiura został wybrany Siergiej Syrcow.

## Biuro Polityczne KC WKP(b) wybrane na plenum KC 13 lipca 1930 (XVI zjazd WKP(b))
- Członkowie: Klimient Woroszyłow, Łazar Kaganowicz, Michaił Kalinin, Siergiej Kirow, Stanisław Kosior, Walerian Kujbyszew, Wiaczesław Mołotow,  Jan Rudzutak (zwolniony z Politbiura 4 lutego 1932), Aleksiej Rykow (zwolniony 21 grudnia 1930), Józef Stalin.
- Zastępcy członków: Andriej Andriejew (zwolniony 21 grudnia 1930), Anastas Mikojan, Grigorij Pietrowski, Siergiej Syrcow (zwolniony 1 grudnia 1930), Włas Czubar.

Na plenum KC 21 grudnia 1930 został wybrany na członka Politbiura Sergo Ordżonikidze
Na plenum KC dnia 4 lutego 1932 został wybrany na członka Politbiura Andriej Andriejew.

## Biuro Polityczne KC WKP(b) wybrane na plenum KC 10 lutego 1934 (XVII zjazd WKP(b))
- Członkowie: Andriej Andriejew, Klimient Woroszyłow, Łazar Kaganowicz, Michaił Kalinin, Siergiej Kirow (zm. 1 grudnia 1934), Stanisław Kosior (aresztowany przez NKWD 3 maja 1938), Walerian Kujbyszew (zm. 25 stycznia 1935), Wiaczesław Mołotow, Sergo Ordżonikidze (zm. 18 lutego 1937), Józef Stalin.
- Zastępcy członków: Anastas Mikojan (członek Politbiura od 1 lutego 1935), Grigorij Pietrowski,  Pawieł Postyszew (zwolniony z Politbiura 14 stycznia1938), Jan Rudzutak (zwolniony 26 maja 1937), Włas Czubar (wybrany na członka Politbiura 1 lutego 1935).

Na plenum KC 1 lutego 1935 na członków Politbiura zostali wybrani: Anastas Mikojan i Włas Czubar, na zastępców członków Politbiura Andriej Żdanow i Robert Eiche (aresztowany przez NKWD 29 kwietnia 1938).
Na plenum KC 12 października 1937 na zastępcę członka Politbiura wybrany został Nikołaj Jeżow.
Na plenum KC 14 stycznia 1938 na zastępcę członka Politbiura wybrany został Nikita Chruszczow.

## Biuro Polityczne KC WKP(b) wybrane na plenum KC 22 marca 1939 (po XVIII zjeździe WKP(b))
- Członkowie: Andriej Andriejew, Klimient Woroszyłow, Andriej Żdanow (zm. 31 sierpnia 1948), Łazar Kaganowicz, Michaił Kalinin (zm. 2 czerwca 1946), Anastas Mikojan, Wiaczesław Mołotow, Józef Stalin, Nikita Chruszczow.
- Zastępcy członków: Ławrientij Beria i Nikołaj Szwernik.

Na plenum KC 21 lutego 1941 na zastępców członków Politbiura zostali wybrani: Nikołaj Wozniesienski (członek Politbiura 26 lutego 1947), Gieorgij Malenkow (członek Politbiura 18 marca 1946) i Aleksandr Szczerbakow.
Na plenum KC 18 marca 1946 na członków Politbiura zostali wybrani:  Ławrientij Beria i Gieorgij Malenkow, na zastępców członków Nikołaj Bułganin (członek Politbiura 18 lutego 1948 – obiegiem), Aleksiej Kosygin (członek Politbiura 4 września 1948 - obiegiem)
Na plenum KC 26 lutego 1947 na członka Politbiura został wybrany Nikołaj Wozniesienski (zwolniony z Politbiura 7 marca 1949 – obiegiem)
18 lutego 1948 został wybrany na członka Politbiura Nikołaj Bułganin — obiegiem, bez zwoływania plenum KC.
4 września 1949 został wybrany na członka Politbiura Aleksiej Kosygin — obiegiem, bez zwoływania plenum KC.